# مکرتیچ جانان
مکرتیچ جانان (مکرتیچ میهرانی جانانیان) (ارمنی: Մկրտիչ Ջանան (Մկրտիչ Միհրանի Ջանանյան؛  ۵ ژوئیهٔ ۱۸۹۲ – ۱۸ ژوئیهٔ ۱۹۳۸) یک کارگردان، نمایش‌نامه‌نویس و بازیگر اهل ارمنستان بود. وی بین سال‌های - تا - میلادی فعالیت می‌کرد. جانان یکی از قربانیان پاکسازی بزرگ بود.

## زندگی‌نامه
وی در ۵ ژوئیهٔ ۱۸۹۲  در کنستانتینوپل به دنیا آمد . وی عضو اتحادیه نویسندگان شوروی بود. وی همچنین برندهٔ جوایزی همچون هنرمند شایسته ارمنستان شوروی شده‌است. وی در ۱۸ ژوئیهٔ ۱۹۳۸  در سن ۴۶ سالگی در جریان پاکسازی بزرگ کشته شد.

## گزیده فیلمشناسی
از فیلم‌ها یا برنامه‌های تلویزیونی که وی در آن نقش داشته‌است می‌توان به خزپوش، و دو شب اشاره کرد.